# 摩尔达维亚苏维埃社会主义共和国国徽
摩爾達維亞蘇維埃社會主義共和國國徽啟用於1940年2月10日，參照蘇聯國徽設計而成。
呈圓形，下為旭日初升之象。上方有紅色五角星，中為鎚子與鐮刀，象徵社會主義照亮全球。
外圍由麥穗、玉米、葡萄、蘋果和梨裝飾。飾帶以俄語和摩爾達維亞語書有《共产党宣言》末句：「全世界無產者，聯合起來！」和摩爾達維亞語「摩爾達維亞蘇維埃社會主義共和國」的首字母。
1990年11月3日，摩爾多瓦國徽成為新國家的國徽，但爭取獨立的德涅斯特河沿岸共和國國徽與原來的國徽相似。